# アクィタニア (小惑星)
アクィタニア (387 Aquitania) は小惑星帯の大きな小惑星で、S型小惑星に分類される。小規模な小惑星族に含まれているという見方もあるが、その範囲についてはよくわかっていない。
フランスの天文学者、フェルナン・クーティによってボルドーで発見された。これは、クーティが生涯で発見した2個の小惑星のうち最後のものである。フランスのアキテーヌ地域圏のローマ時代の呼称にちなんで命名された。